# Пламен Илиев (футболист, р. 1984)
Вижте пояснителната страница за други личности с името Пламен Илиев.
Пламен Илиев е български футболист. Роден на 8 септември 1984 г. Играе като защитник. Футболист на Ботев Враца. Юноша на Ботев Враца. Предишни отбори: ФК Черноморец (Бургас), ПФК Белите орли (Плевен).